# دریبیه
دریبیه (به عربی: الدریبیة) یک روستا در سوریه است که در ناحیه سنجار واقع شده‌است. دریبیه ۲۷۵ نفر جمعیت دارد.